# Sân bay Sveg
Sân bay Sveg (IATA: EVG, ICAO: ESND) là một sân bay ở Sveg Thụy Điển.

## Hãng hàng không và tuyến bay
| Hãng hàng không | Các điểm đến            |
| --------------- | ----------------------- |
| Nextjet         | Mora, Stockholm-Arlanda |